# Giải BAFTA lần thứ 50
Giải BAFTA lần thứ 50 được trao bởi Viện Hàn lâm Nghệ thuật Điện ảnh và Truyền hình Anh Quốc năm 1997 để tôn vinh những bộ phim xuất sắc nhất năm 1996.
The English Patient của đạo diễn Anthony Minghella đoạt giải Phim hay nhất, trong khi Secrets & Lies đoạt "Giải Alexander Korda cho phim Anh hay nhất". Geoffrey Rush giành giải Nam diễn viên chính xuất sắc nhất với phim Shine còn Brenda Blethyn đoạt giải Nữ diễn viên chính xuất sắc với phim Secrets & Lies.

## Chiến thắng và đề cử

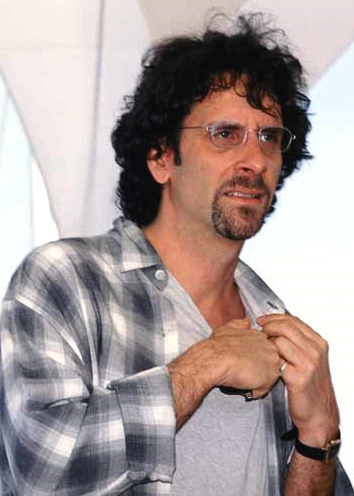
Joel Coen, Đạo diễn xuất sắc nhất

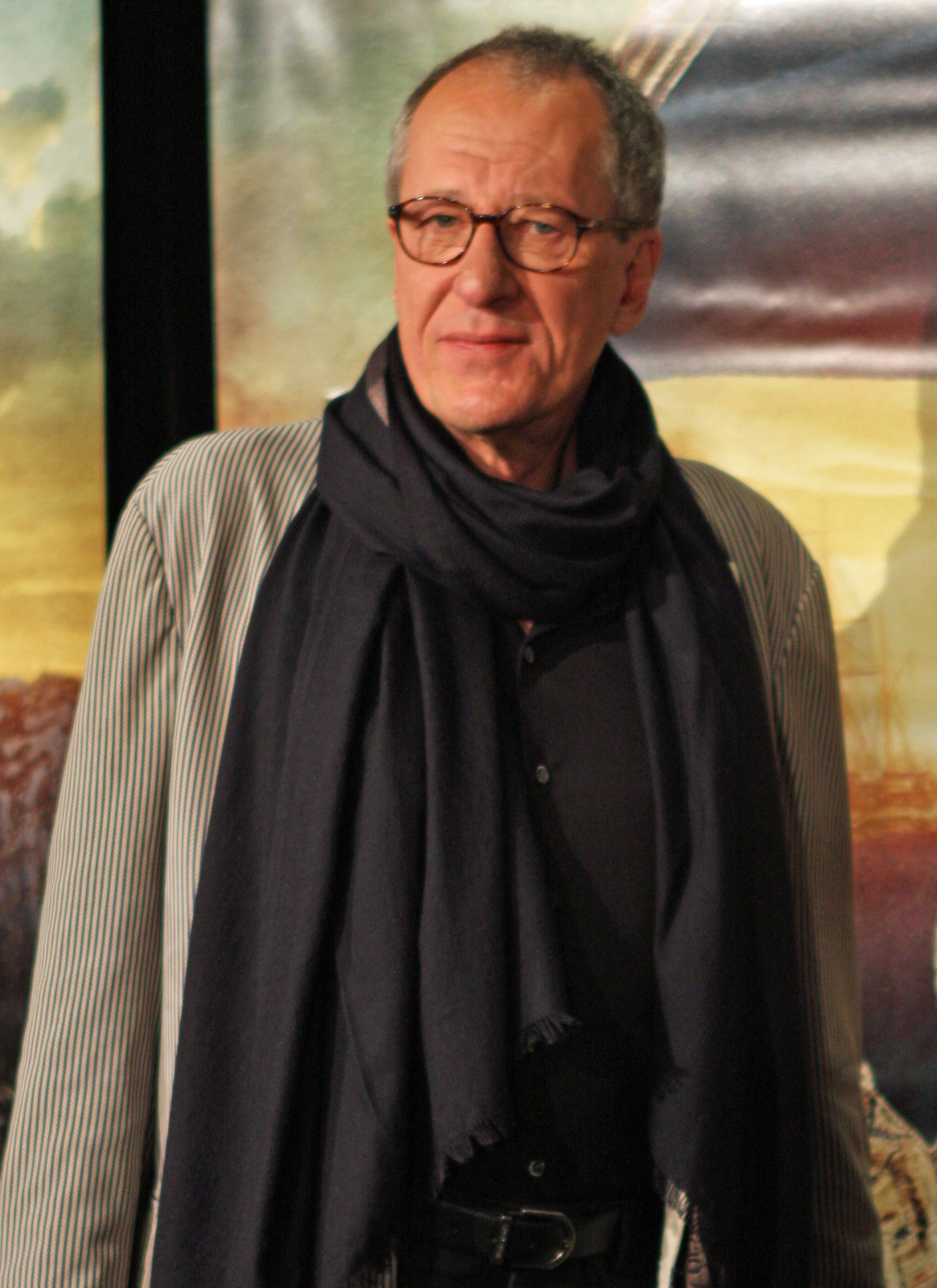
Geoffrey Rush, Nam diễn viên chính xuất sắc nhất

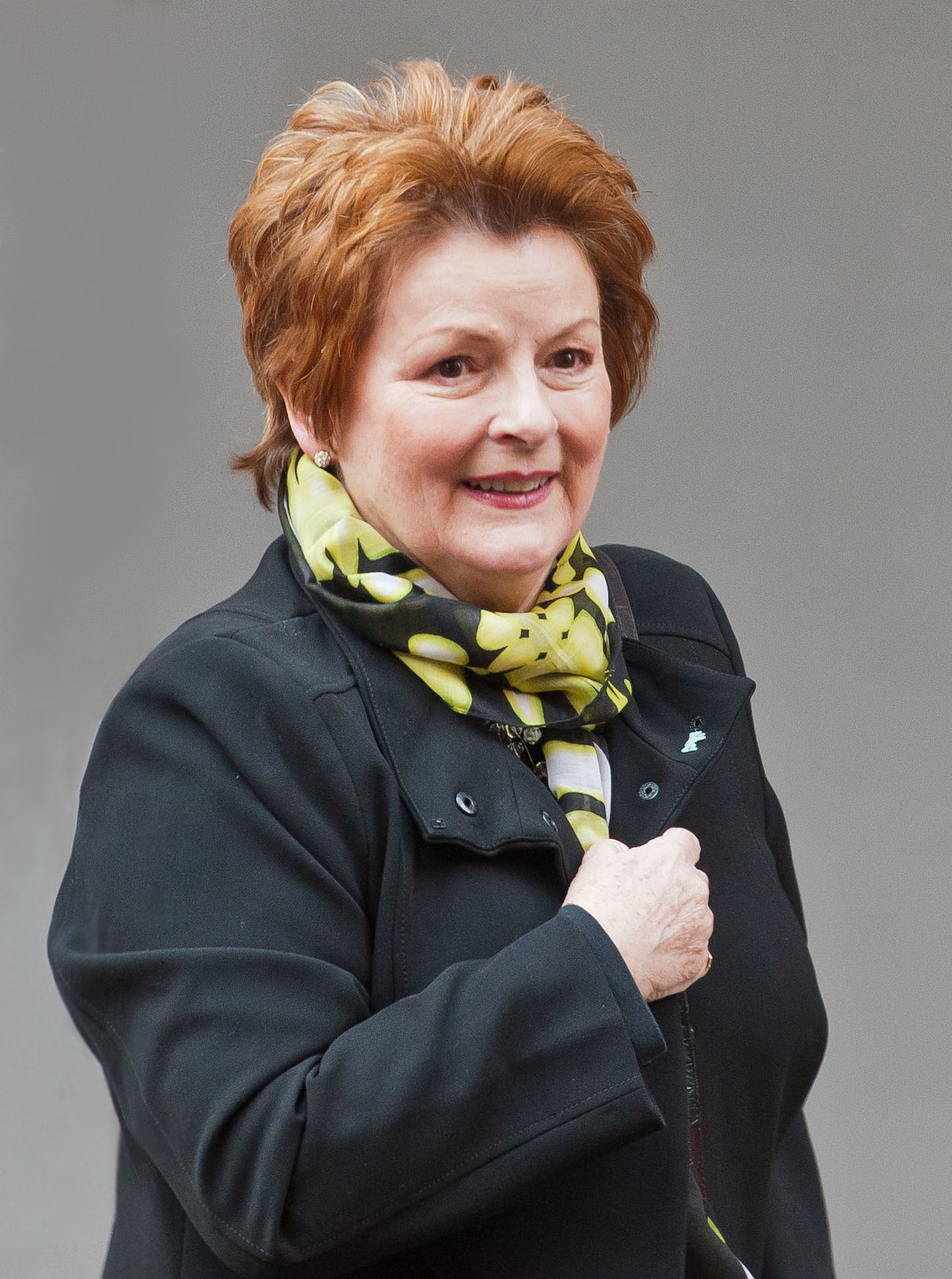
Brenda Blethyn, Nữ diễn viên chính xuất sắc nhất

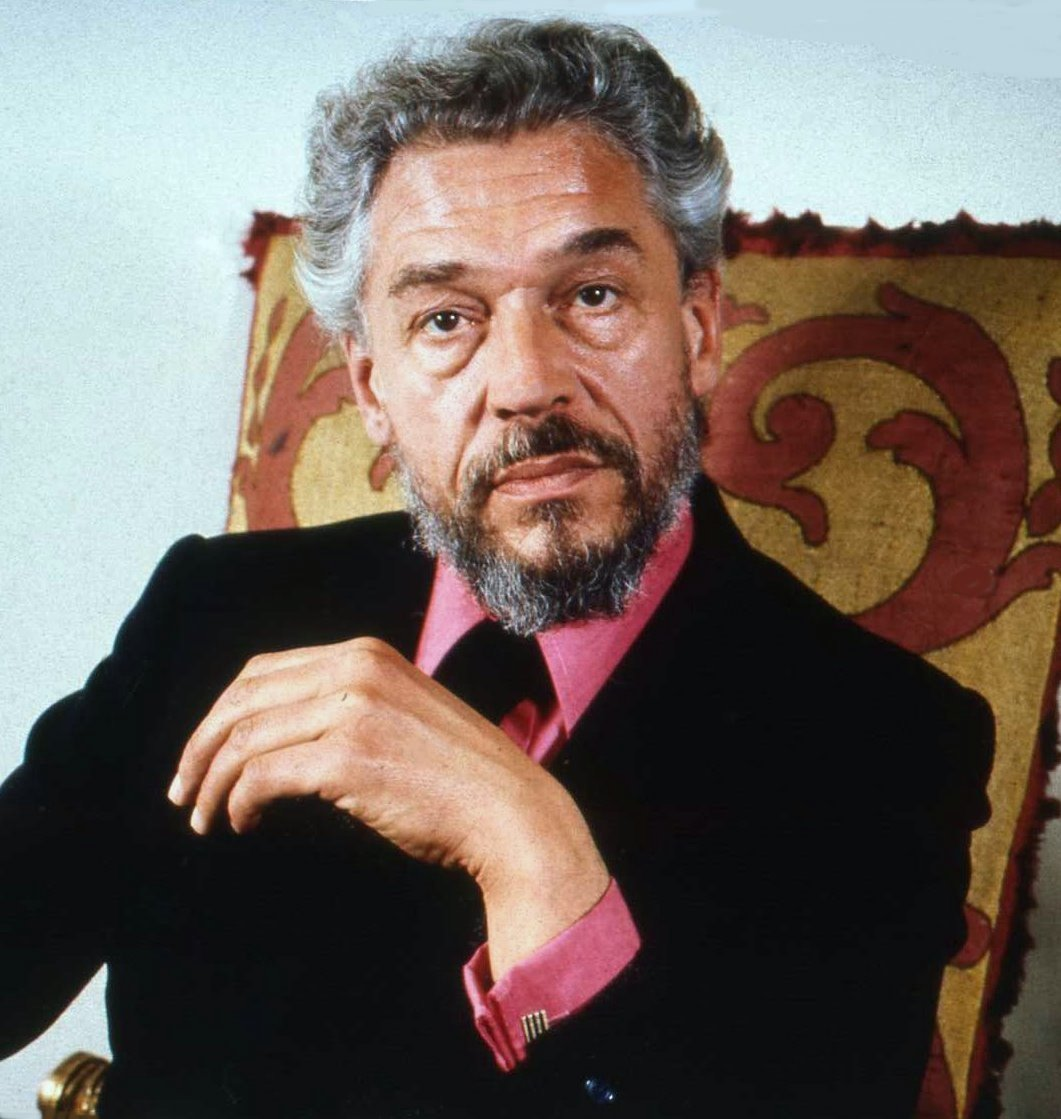
Paul Scofield, Nam diễn viên phụ xuất sắc nhất

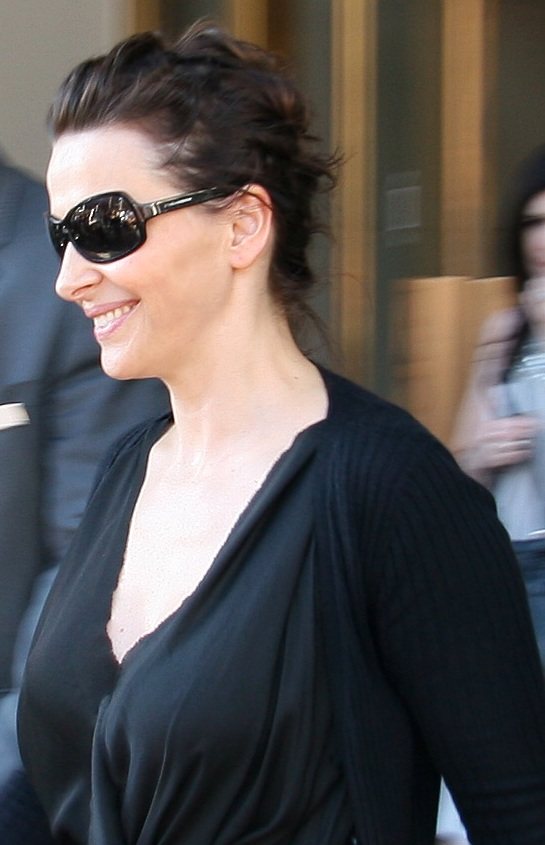
Juliette Binoche, Nữ diễn viên phụ xuất sắc nhất

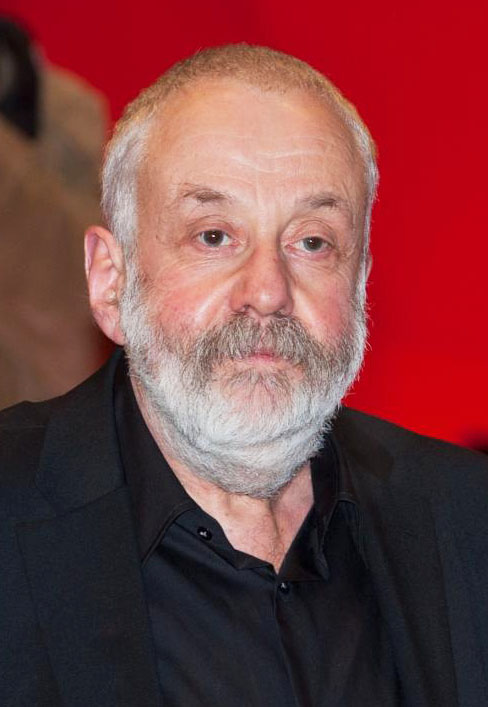
Mike Leigh, Kịch bản gốc xuất sắc nhất

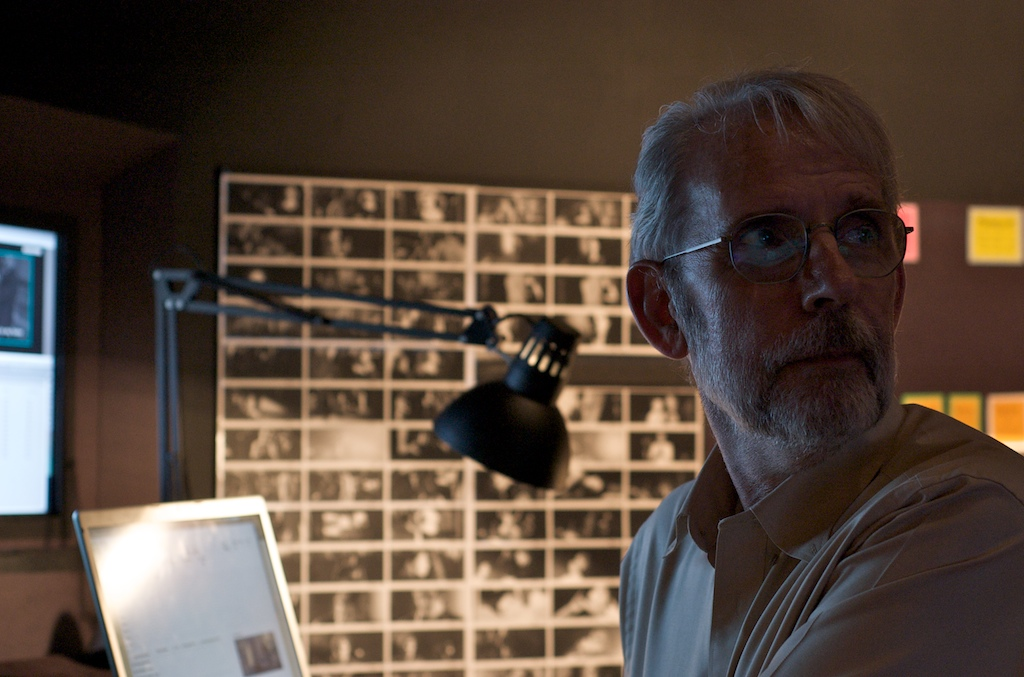
Walter Murch, Dựng phim xuất sắc nhất

| Phim hay nhất The English Patient – Saul Zaentz và Anthony Minghella - Fargo – Joel Coen và Ethan Coen - Secrets & Lies – Simon Channing Williams và Mike Leigh - Shine – Jane Scott và Scott Hicks | Đạo diễn xuất sắc nhất Joel Coen – Fargo - Anthony Minghella – The English Patient - Mike Leigh – Secrets & Lies - Scott Hicks – Shine |
| Nam diễn viên chính xuất sắc nhất Geoffrey Rush – Shine vai David Helfgott - Ian McKellen – Richard III vai Richard III - Ralph Fiennes – The English Patient vai László Almásy - Timothy Spall – Secrets & Lies vai Maurice Purley | Nữ diễn viên chính xuất sắc nhất Brenda Blethyn – Secrets & Lies vai Cynthia Rose Purley - Emily Watson – Breaking the Waves vai Bess McNeill - Frances McDormand – Fargo vai Marge Gunderson - Kristin Scott Thomas – The English Patient vai Katharine Clifton                                                 |
| Nam diễn viên phụ xuất sắc nhất Paul Scofield – The Crucible vai Thomas Danforth - Alan Rickman – Michael Collins vai Éamon de Valera - Edward Norton – Primal Fear vai Roy/Aaron Stampler - John Gielgud – Shine vai Cecil Parkes | Nữ diễn viên phụ xuất sắc nhất Juliette Binoche – The English Patient vai Hana - Lauren Bacall – The Mirror Has Two Faces vai Hannah Morgan - Lynn Redgrave – Shine vai Gillian - Marianne Jean-Baptiste – Secrets & Lies vai Hortense Cumberbatch                                                               |
| Kịch bản gốc xuất sắc nhất Secrets & Lies – Mike Leigh - Brassed Off – Mark Herman - Fargo – Ethan Coen và Joel Coen - Lone Star – John Sayles - Shine – Jan Sardi | Kịch bản chuyển thể xuất sắc nhất The English Patient – Anthony Minghella - The Crucible – Arthur Miller - Evita – Alan Parker và Oliver Stone - Richard III – Ian McKellen và Richard Loncraine |
| Quay phim xuất sắc nhất The English Patient – John Seale - Evita – Darius Khondji - Fargo – Roger Deakins - Michael Collins – Chris Menges | Thiết kế phục trang xuất sắc nhất Richard III – Shuna Harwood - The English Patient – Ann Roth - Evita – Penny Rose - Hamlet – Alexandra Byrne |
| Dựng phim xuất sắc nhất The English Patient – Walter Murch - Evita – Gerry Hambling - Fargo – Joel Coen và Ethan Coen - Shine – Pip Karmel | Hóa trang và làm tóc xuất sắc nhất The Nutty Professor – Rick Baker và David LeRoy Anderson - 101 Dalmatians – Lynda Armstrong, Martial Corneville, Colin Jamison và Jean-Luc Russier - The English Patient – Fabrizio Sforza và Nigel Booth - Evita – Sarah Monzani và Martin Samuel                            |
| Nhạc phim hay nhất The English Patient – Gabriel Yared - Brassed Off – Trevor Jones - Evita – Andrew Lloyd Webber và Tim Rice - Shine – David Hirschfelder | Thiết kế sản xuất xuất sắc nhất Richard III – Tony Burrough - The English Patient – Stuart Craig - Evita – Brian Morris - Hamlet – Tim Harvey |
| Âm thanh xuất sắc nhất Shine – Jim Greenhorn, Toivo Lember, Livia Ruzic, Roger Savage và Gareth Vanderhope - The English Patient – Mark Berger, Pat Jackson, Walter Murch, Chris Newman, David Parker và Ivan Sharrock - Evita – Anna Behlmer, Eddy Joseph, Andy Nelson, Ken Weston và Nigel Wright - Independence Day – Bob Beemer, Bill W. Benton, Chris Carpenter, Sandy Gendler, Val Kuklowsky và Jeff Wexler                                               | Jiệu ứng hình ảnh đặc biệt xuất sắc nhất Twister – Stefen Fangmeier, John Frazier, Henry Labounta và Habib Zargarpour - Independence Day – Tricia Ashford, Volker Engel, Clay Pinney, Douglas Smith và Joe Viskocil - The Nutty Professor – Jon Farhat - Câu chuyện đồ chơi – Eben Fiske Ostby và William Reeves |
| Phim Anh hay nhất Secrets & Lies – Simon Channing Williams và Mike Leigh - Brassed Off – Steve Abbott và Mark Herman - Carla's Song – Sally Hibbin và Ken Loach - Richard III – Lisa Katselas và Stephen Bayly và Richard Loncraine | Phim không nói tiếng Anh hay nhất Ridicule – Frederic Brillion, Philippe Carcassonne, Gilles Legrand và Patrice Leconte - Antonia's Line – Hans de Weers và Marleen Gorris - Kolja – Eric Abraham và Jan Svěrák - Nelly and Mr. Arnaud – Alain Sarde và Claude Sautet                                            |
| Phim hoạt hình ngắn hay nhất The Old Lady and the Pigeons – Bernard La Joie, Didier Brunner và Sylvain Chomet - Famous Fred – John Coates, Catrin Unwin và Joanna Quinn - The Saint Inspector – Richard Hutchinson và Mike Booth - Testament – The Bible In Animation: Joseph – Elizabeth Babakhina và Aida Ziablikoua - Testament – The Bible In Animation: Moses – Naomi Jones và Gary Hurst - Trainspotter – Christopher Moll, Jeff Newitt và Neville Astley | Phim ngắn hay nhất Majorettes in Space (Des majorettes dans l'espace) – Carole Scotta và David Fourier - Butterfly Man – Robin MacPherson và Barry Ackroyd - Dual Balls – Laurence Bowen và Dan Zeff - Everything Must Go – Francois Barat và Jean-Marc Moutout - Machination – Alice Beckmann và Ralph Seiler   |

## Thống kê
| Số lượng | Phim                |
| -------- | ------------------- |
| 13       | The English Patient |
| 9        | Shine               |
| 8        | Evita               |
| 7        | Secrets & Lies      |
| 6        | Fargo               |
| 5        | Richard III         |
| 3        | Brassed Off         |
| 2        | The Crucible        |
| 2        | Hamlet              |
| 2        | Independence Day    |
| 2        | Michael Collins     |
| 2        | The Nutty Professor |

| Số lượng | Phim                |
| -------- | ------------------- |
| 6        | The English Patient |
| 3        | Secrets & Lies      |
| 2        | Richard III         |
| 2        | Shine               |